# Lampris megalopsis
Lampris megalopsis (engl.: Bigeye Pacific Opah) ist eine fast in allen Ozeanen verbreitete Fischart aus der Gattung der Gotteslachse (Lampris). Nachweise der Art gibt es von den Küsten von Amerikanisch-Samoa, von Australien, Chile und Indonesien, aus dem zentralen nördlichen Pazifik, dem Golf von Mexiko und aus dem südwestlichen (Küste Südafrikas) Indischen Ozean. Östlich von 160°W scheint die Art selten zu sein. Sie wurde erst im Jahr 2018 als von Lampris guttatus unterschiedliche Art beschrieben, nachdem eine auf DNA-Vergleichen beruhende Untersuchung aus dem Jahr 2014 ergab, dass sich hinter der Bezeichnung Lampris guttatus fünf kryptische Arten verbargen.

## Merkmale
Wie alle Gotteslachse ist Lampris megalopsis ein großwüchsiger Fisch mit annähernd rundem, seitlich abgeflachtem Körper. Die bei der Erstbeschreibung untersuchten Typusexemplare hatten Standardlängen von 73,4 und 85,3 cm, wobei die Körperlänge das 1,5fache der Körperhöhe ausmacht. Die Fische sind auf dem Rücken stahlblau und auf der Bauchseite silbrig gefärbt. Der Kopf und der gesamte Körper sind dicht mit zahlreichen unregelmäßig geformten weißen Flecke übersät. Die Flossen sind leuchtend rot. Die Zunge ist für gewöhnlich purpurfarben. Die Schwanzflosse ist einfarbig ohne farbig abgesetzten Hinterrand. Die Schuppen sind klein, dünn und fallen leicht ab. Die Seitenlinie beginnt am oberen Kiemenschlitz, verläuft dann in einem hohen Bogen oberhalb der Brustflossenbasis und dann entlang der Körpermitte bis zur Mitte des Schwanzstiels. Das Maul ist stark vorstülpbar (protraktil). Der Oberkiefer ist kürzer als der leicht vorstehende Unterkiefer. Kiefer und Gaumen sind zahnlos. Verglichen mit anderen Gotteslachsen hat Lampris megalopsis eine relativ kurze Rückenflosse.
- Flossenformel: Dorsale I/50–51 Anale 38, Pectorale 22–23, Ventrale 14–15.[1]

Lampris megalopsis ist von Lampris incognitus, mit dem er sich einen kleinen Teil des Verbreitungsgebietes teilt, nur schwer zu unterscheiden. Bei Lampris megalopsis liegt der horizontale Augendurchmesser in der Regel bei mehr als 5 % der Gesamtlänge bei mehr als 30 % der Kopflänge, bei L. incognitus ist der Augendurchmesser kleiner als 5 % der Gesamtlänge. Lampris incognitus ernährt sich vor allem von Zooplankton, während L. megalopsis epipelagischen Fische frisst.